# Европско првенство у атлетици на отвореном 1962 — 400 метара за жене
Такмичење у трчању на 400 метара у женској конкуренцији на 7. Европском првенству у атлетици 1962. одржано је 12., 13. и 14. септембра у Београду на стадиону ЈНА.
Титулу освојену у Стокхолму 1958., одбранила је Марија Иткина из СССР.

## Земље учеснице
Учествовала је 18 такмичарка из 12 земаља.
1. Бугарска (1)
2. Ирска (1)
3. Италија (1)
4. Југославија (1)
5. Мађарска (1)
6. Немачка (3)
7. Пољска (1)
8. СССР (1)
9. Уједињено Краљевство (3)
10. Француска (1)
11. Холандија (1)
12. Чехословачка (1)

## Рекорди
| Рекорди пре почетка Европског првенства 1962. | Рекорди пре почетка Европског првенства 1962. | Рекорди пре почетка Европског првенства 1962. | Рекорди пре почетка Европског првенства 1962. | Рекорди пре почетка Европског првенства 1962. |                     |
| --------------------------------------------- | --------------------------------------------- | --------------------------------------------- | --------------------------------------------- | --------------------------------------------- | ------------------- |
| Светски рекорд                                | Марија Иткина                                 | Совјетски Савез                               | 53,4+                                         | Краснодар, СССР                               | 12. септембар 1959. |
| Европски рекорд                               | Марија Иткина                                 | Совјетски Савез                               | 53,4+                                         | Краснодар, СССР                               | 12. септембар 1959. |
| Рекорди европских првенстава                  | Марија Иткина                                 | Совјетски Савез                               | 53,7                                          | Стокхолм, Шведска                             | 21. август 1958.    |
| Рекорди после Европског првенства 1962.       |                                               |                                               |                                               |                                               |                     |
| Светски рекорд                                | Марија Иткина                                 | Совјетски Савез                               | 53,4                                          | Београд, Југославија                          | 14. септембар 1962. |
| Европски рекорд                               | Марија Иткина                                 | Совјетски Савез                               | 53,4                                          | Београд, Југославија                          | 14. септембар 1962. |
| Рекорди европских првенстава                  | Марија Иткина                                 | Совјетски Савез                               | 53,4                                          | Београд, Југославија                          | 14. септембар 1962. |

## Освајачи медаља
|                    |                                   |                              |
| Марија Иткина СССР | Џој Гривесон Уједињено Краљевство | Тили ван дер Звард Холандија |

## Сатница
| Датум         | Време | Коло          |
| ------------- | ----- | ------------- |
| 12. септембар | 18:10 | Квалификације |
| 13. септембар |       | Полуфинале    |
| 14. септембар | 16:35 | Финале        |

## Резултати

### Квалификације
По 3 првопласиране из све 4 квалификационе групе аутоматски су се пласирале у полуфинале (КВ).
| Место | Група | Име                | Земља                | Резултат | Напомена |
| ----- | ----- | ------------------ | -------------------- | -------- | -------- |
| 1.    | 3     | Марија Иткина      | СССР                 | 54,4     | КВ       |
| 2.    | 2     | Џој Гривесон       | Уједињено Краљевство | 54,8     | КВ       |
| 3.    | 1     | Јекатерина Парљук  | СССР                 | 54,9     | КВ       |
| 2     | 1     | Maeve Kyle         | Ирска                | 55,1     | КВ       |
| 2     | 2     | Бербел Рајнагел    | Немачка              | 55,5     | КВ       |
| 2     | 3     | Тили ван дер Звард | Холандија            | 55,4     | КВ       |
| 1     | 4     | Џин Сорел          | Уједињено Краљевство | 55,5     | КВ       |
| 8.    | 1     | Вера Кумерфелд     | Немачка              | 55,7     | КВ       |
| 8.    | 2     | Јанина Хасе        | Пољска               | 55,7     | КВ       |
| 8.    | 4     | Хелга Хенинг       | Немачка              | 55,7     | КВ       |
| 11.   | 4     | Антонија Мункаци   | Мађарска             | 55,8     | КВ       |
| 11.   | 2     | Вера Муханова      | СССР                 | 55,8     |          |
| 13.   | 1     | Евелин Лебре       | Француска            | 56,2     | НР       |
| 14.   | 1     | Либуша Краличкова  | Чехословачка         | 56,3     | НР       |
| 15.   | 3     | Нађа Симић         | Југославија          | 56,5     | КВ       |
| 16.   | 3     | Пам Перси          | Уједињено Краљевство | 56,5     | КВ       |
| 17.   | 4     | Делма Саворели     | Италија              | 56,9     |          |
| 18    | 2     | Цветана Исајева    | Бугарска             | 57,1     |          |

### Полуфинале
По три првопласиране из обе полуфиналне групе аутоматски су се пласирале у финале (КВ).
| Место | Група | Атлетичарка        | Земља                | Резултат | Белешка |
| ----- | ----- | ------------------ | -------------------- | -------- | ------- |
| 1.    | 2     | Џој Гривесон       | Уједињено Краљевство | 54,2     | КВ, НР  |
| 2.    | 1     | Марија Иткина      | СССР                 | 54,3     | КВ      |
| 2.    | 2     | Јекатерина Парљук  | СССР                 | 54,3     | КВ      |
| 4.    | 1     | Maeve Kyle         | Ирска                | 55,4     | КВ      |
| 5..   | 1     | Тили ван дер Звард | Холандија            | 54,6     | КВ, НР  |
| 6.    | 2     | Хелга Хенинг       | Немачка              | 54,7     | КВ, НР  |
| 7.    | 2     | Антонија Мункаци   | Мађарска             | 55.3     | НР      |
| 8.    | 2     | Вера Кумерфелд     | Немачка              | 55,6     |         |
| 9.    | 1     | Бербел Рајнагел    | Немачка              | 55,7     |         |
| 10.   | 1     | Јанина Хасе        | Пољска               | 56,1     |         |
| 11.   | 2     | Нађа Симић         | Југославија          | 56,4     | НР      |
| 12.   | 2     | Џин Сорел          | Уједињено Краљевство | 56,9     |         |
| 13.   | 1     | Пам Перси          | Уједињено Краљевство | 57,4     |         |

### Финале
| Место | Атлетичарка        | Земља                | Резултат | Белешка         |
| ----- | ------------------ | -------------------- | -------- | --------------- |
|       | Марија Иткина      | СССР                 | 53,4     | СР, ЕР, РЕП, НР |
|       | Џој Гривесон       | Уједињено Краљевство | 53,9     | НР              |
|       | Тили ван дер Звард | Холандија            | 54.4     | НР              |
| 4     | Хелга Хенинг       | Немачка              | 54,6     | НР              |
| 5     | Јекатерина Парљук  | СССР                 | 54,9     |                 |
| 6     | Maeve Kyle         | Ирска                | 57,5     |                 |